# Brachythemis
Brachythemis es un género de libélulas de la familia Libellulidae. 
Las especies incluidas en el género son:
- Brachythemis contaminata Fabricius, 1793
- Brachythemis fuscopalliata Selys, 1887
- Brachythemis lacustris Kirby, 1889
- Brachythemis impartita Karsch, 1890
- Brachythemis leucosticta Burmeister, 1839
- Brachythemis wilsoni Pinhey, 1952